# فضای پاد-دوسیتر
در ریاضیات و فیزیک فضای پاد-دو سیتر n-بعدی که گاهی به صورت {\displaystyle AdS_{n}} نوشته می‌شود یک خمینه لورنتزی متقارن ماکسیمال با انحنای نرده‌ای ثابت منفی است. این فضا در واقع همتای لورنتزی فضای هذلولوی n-بعدی است، همانطور که فضای مینکوفسکی و فضای دو سیتر به ترتیب همتاهای فضاهای اقلیدسی و بیضوی هستند. 

## منبع
- ویکیپدیای انگلیسی